# Налог на бездетность
Налог на бездетность существовал в СССР с 21 ноября 1941 по 1 января 1992 года.

## История
Был введён с ноября 1941 года как «Налог на холостяков, одиноких и малосемейных граждан» на основании Указа Президиума Верховного Совета СССР от 21 ноября 1941 г. «О налоге на холостяков, одиноких и бездетных граждан СССР». Переутвержден Указом Президиума ВС СССР от 8 июля 1944 г. (раздел IV «О налоге на холостяков, одиноких и малосемейных граждан СССР») с последующими дополнениями и изменениями.
Бездетные мужчины от 20 до 50 лет и бездетные женщины от 20 до 45 лет должны были отчислять 6 % зарплаты государству. Меньшая ставка предусматривалась для тех, кто получал менее 91 рубля в месяц. С заработка менее 70 рублей налог не взимался. В 1949 году налог повышен для сельского населения, в результате чего сельчане, не имеющие детей, платили 150 рублей в год, имеющие одного ребёнка — 50 рублей, двух детей — 25 рублей в год, до 1952 года. Освобождались от налога лица, не имевшие возможности завести ребёнка по состоянию здоровья. От уплаты налога освобождались лица, у которых дети погибли, умерли или пропали без вести на фронтах Великой Отечественной войны. Также существовали льготы для учащихся средних специальных и высших учебных заведений (до 25 лет), для Героев Советского Союза, для награждённых тремя степенями ордена Славы, для военнослужащих и членов их семей и т. д.
По указу 1957 года от уплаты налога на бездетность с 1 января 1958 года освобождались рабочие, служащие и другие граждане, имеющие детей, а также одинокие бездетные женщины. Указанный налог прекращали взимать в связи с рождением или усыновлением ребёнка и вновь продолжали взимать в случае гибели единственного ребёнка. С конца 1980-х годов льготы по налогу получили молодожёны в течение одного года с момента регистрации брака.
В народе этот налог называли «налогом на яйца», потому что он ставил женщин и мужчин в неравное положение: последние, не имея детей, облагались налогом независимо от своего матримониального положения, женщины же — только если состояли в зарегистрированном браке и не имели детей.
В 1946 году были освобождены от налога на бездетность монахи, которые были обязаны соблюдать обет безбрачия. Постановление Совета министров СССР № 2584 от 3 декабря 1946 года гласило:

Монахов и монахинь православных монастырей и монастырей других вероисповеданий, обязанных обетом безбрачия, не привлекать к обложению налогом на холостяков, одиноких и малосемейных граждан СССР
Отменен с 1 января 1992 г. Постановлением ВС РСФСР от 7 декабря 1991 г. N 1999-1 в связи с введением в действие Закон РСФСР «О подоходном налоге с физических лиц».

## Предложения по поводу необходимости введения налога в России
В январе 2013 года протоиерей РПЦ Димитрий Смирнов предложил вернуть налог на бездетность и малодетность.
16 мая 2017 года Дмитрий Медведев опроверг сведения о якобы имеющихся планах по введению налога на бездетность.
В декабре 2023 года депутат Госдумы от «Единой России» Евгений Фёдоров предложил ввести в России налог на бездетность: «Ввести налог на бездетность, как в Советском Союзе, было бы неплохо. Необходимо стимулировать рождение детей, в том числе через материнский капитал. Если денег будет не хватать для этих проектов, надо вводить налог».
В июне 2024 года Фёдоров снова призвал ввести в России налог на бездетность. По словам депутата, если в России хотят получить хорошие результаты в области демографии, то необходимо ввести более жесткую форму налогообложения и перераспределять деньги от бездетных людей к семьям с детьми.
В октябре 2024 года директор Института социально-экономических исследований Финансового университета при Правительстве РФ А. Н. Зубец предложил ввести налог на бездетность, который должен составлять от 30 000 до 40 000 рублей в месяц, алименты на содержание детей других семей должны выплачивать даже те, кто не может иметь детей по медицинским причинам. Кроме этого, Зубец предложил ввести налог для семей с одним ребёнком, утверждая, что «нормальной» считается семья с двумя детьми.
В ответ на предложение Зубца депутат Госдумы Виталий Милонов в беседе с телеканалом «360» назвал «несусветной чушью» его предложение о налоге на бездетность. Милонов заявил, что Зубец таким образом рекламирует институт и выразил надежду, что директор Института социально-экономических исследований Финансового университета при Правительстве делает более продуманные выводы в других сферах финансово-экономической политики.
Экономист  Кричевский в ответ на предложение Зубца возмутился и отметил, что во многих регионах средняя зарплата составляет 40 тысяч рублей, а в сельской местности — ещё меньше. Кричевский отметил, что, воспитывая ребёнка, семьи тратят крупные суммы, а налог на бездетность лишь усугубит финансовую ситуацию.
В ответ на предложение Зубца, руководитель фракции СРЗП в Государственной Думе Сергей Миронов назвал эту инициативу «людоедской» и предложил проверить слова Зубца на экстремизм. «Жаль, что невозможно ввести налог на бездушие и безмозглость», — написал депутат.

## Налог на холостяков в других странах
- В 351 году до н. э. вводился в Древнем Риме цензором Камиллом[18].
- В 1909 году вводился в Болгарии[19].
- 6 декабря 1926 года Бенито Муссолини ввёл в фашистской Италии налог на холостяков.
- В 1946—1973 годах налог на бездетность (точнее, повышенная ставка подоходного налога) существовал в Польше.